# Eysteinskyrkan
Eysteinskyrkan (norska: Eysteinkyrkja) är en modern församlingskyrka i Dovre kommun i Innlandet fylke i Norge. Kyrkan ligger vid den gamla pilgrimsvägen till Nidaros, nära Hjerkinn på Dovrefjell. Den ritades av Magnus Poulsson och hans son Anton och byggdes 1963–1969, till stor del med hjälp av frivilliga bidrag. Kyrkan är namngiven efter kung Öystein Magnusson och har plats för cirka 110 personer.

## Historik
Kung Eystein Magnusson lär ha byggt fjällstugor längs vägen genom Dovrefjellsfjällen. Sägnen säger att det även fanns en kyrka i området kring dagens by Hjerkinn. Arkeologiska uppteckningar stödjer tanken att kyrkan troligen byggdes under 1000- eller 1100-talet och att den troligen gick ur bruk någon gång runt år 1500. Allt detta var inspirationen till Eysteinkyrkja från 1900-talet.
Under 1930-talet började diskussioner om att bygga ett kapell längs den gamla vägen genom Dovrefjellsfjällen nära Hjerkinn fjällstuga. Den lokale prästen i Dovre och biskopen Kristian Schjelderup stödde idén. Magnus Poulsson anlitades för att rita den nya kyrkan (även om han dog innan den stod färdig och hans son Anton Poulsson avslutade arbetet).
Den nya modernt utseende betongkyrkan stod färdig 1969. Byggnaden invigdes den 3 augusti 1969. Långhuset är nästan trapetsformat, även om det är en långkyrka, med ytterväggarna vinklade mot varandra när de närmar sig koret.

## Galleri

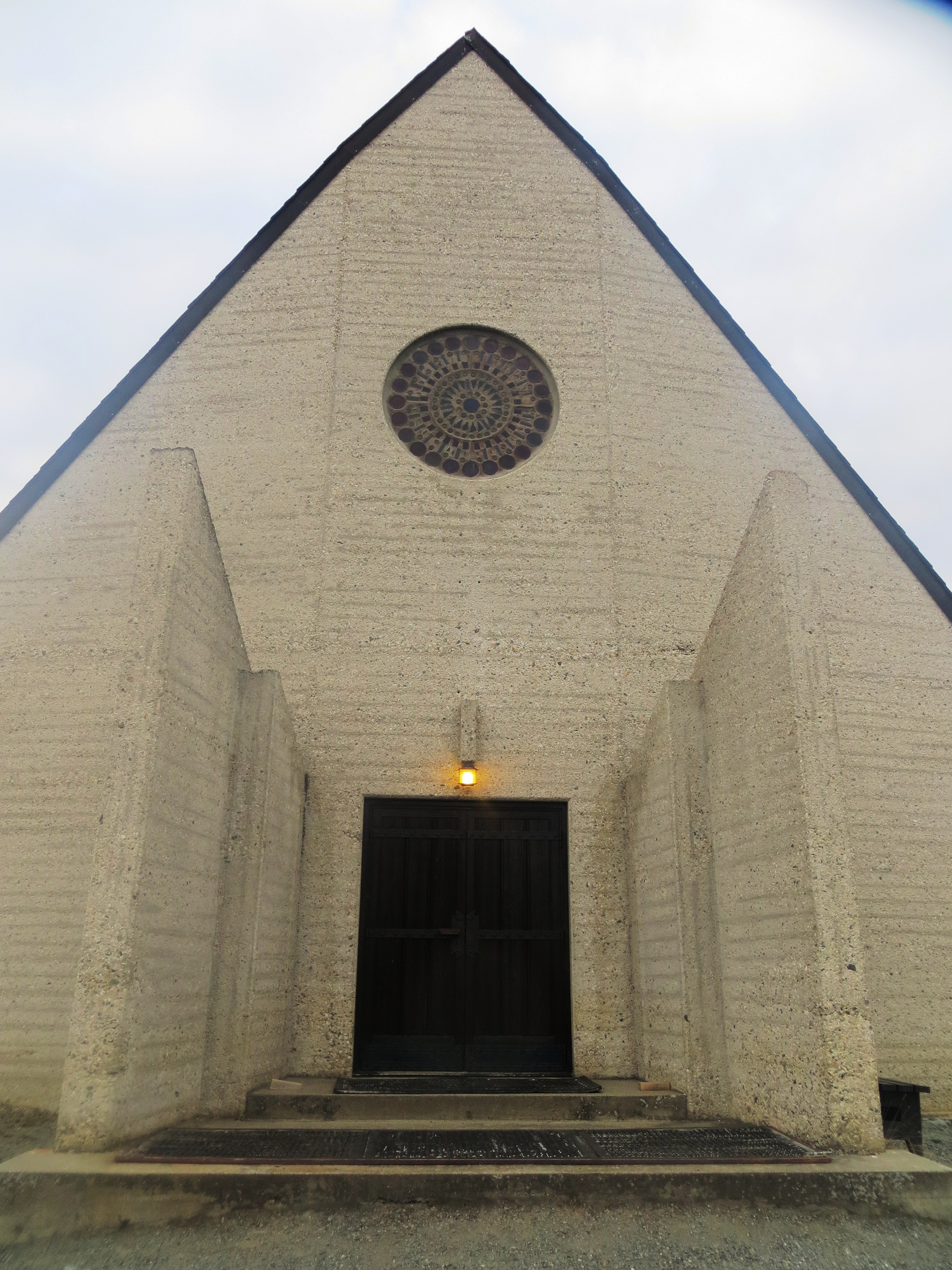
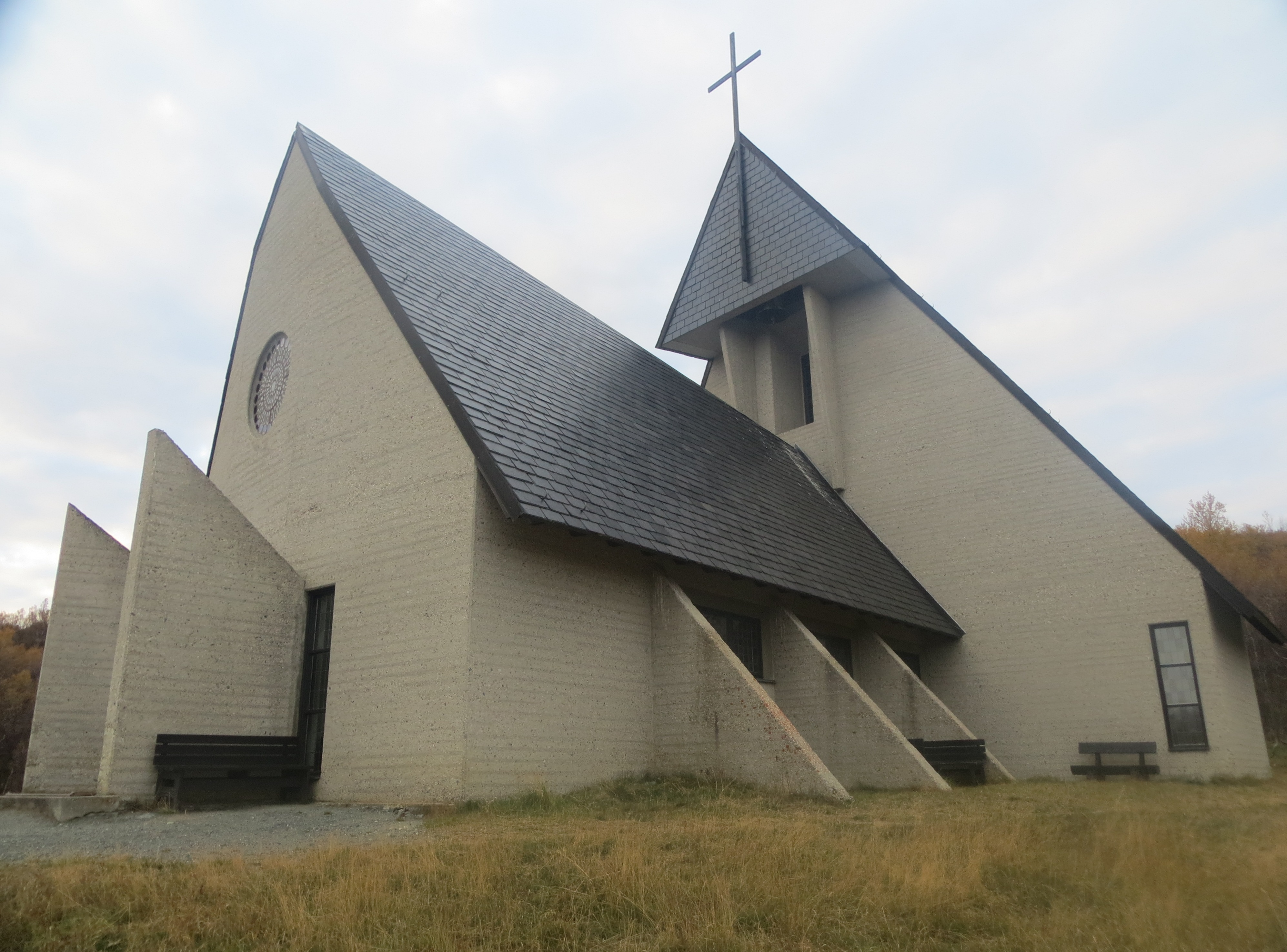
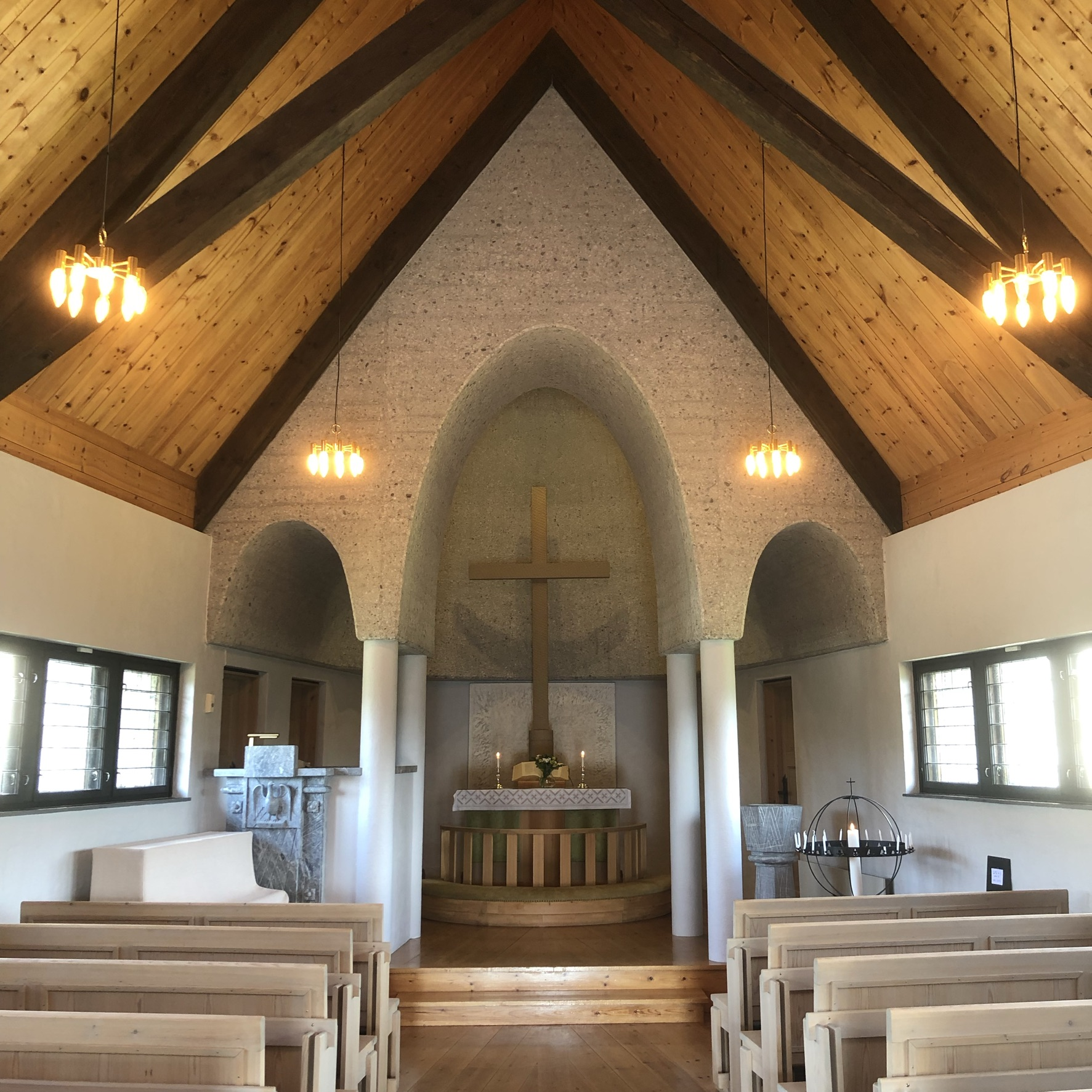
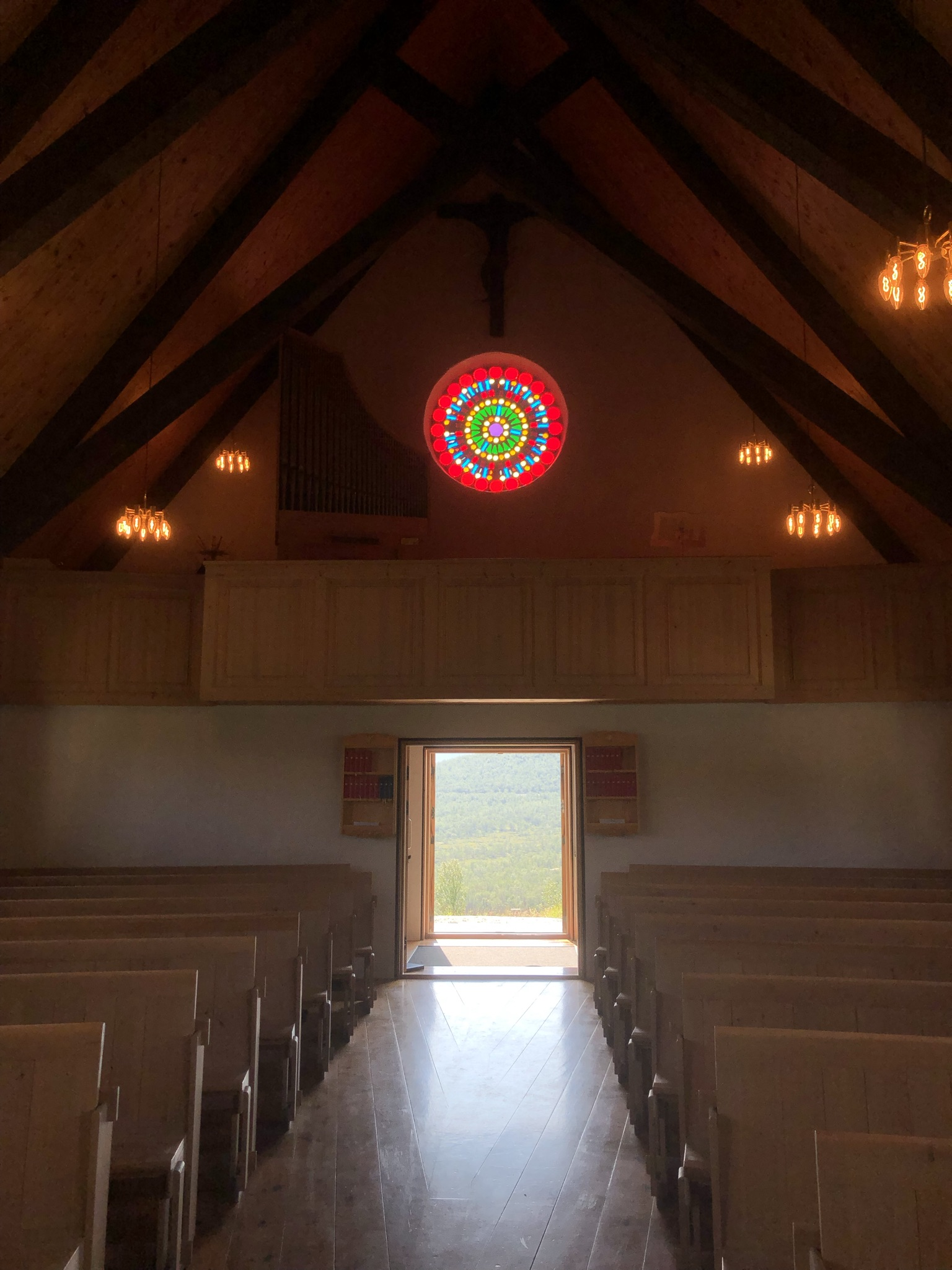